# 九肚山

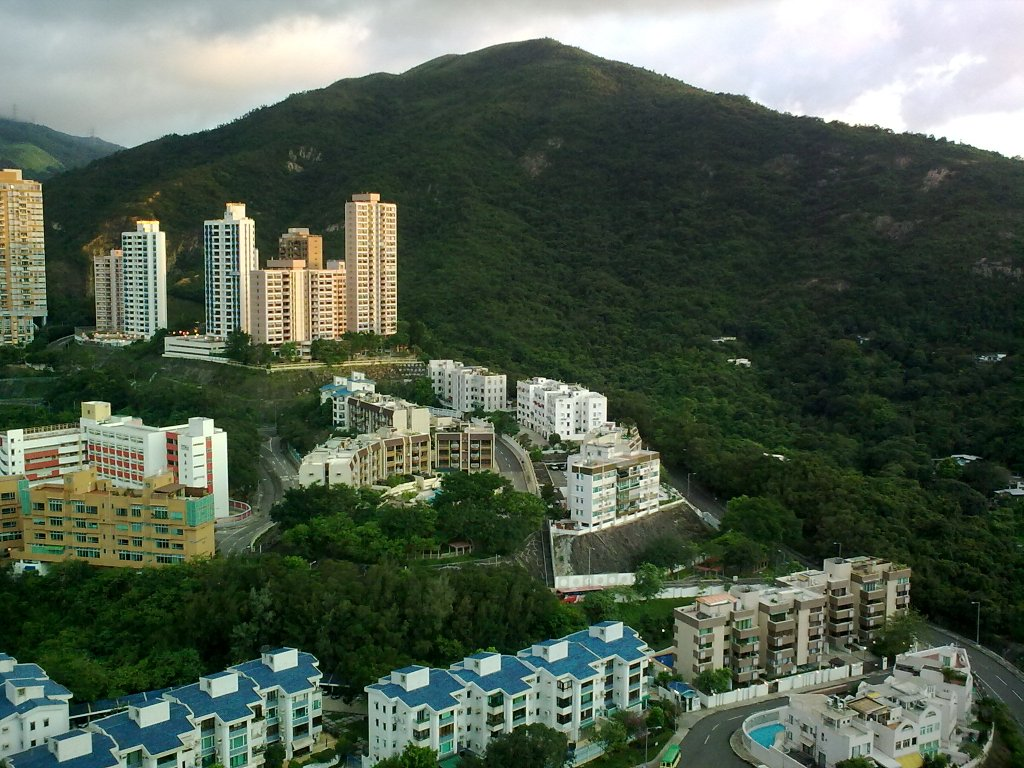
火炭近九肚山的住宅

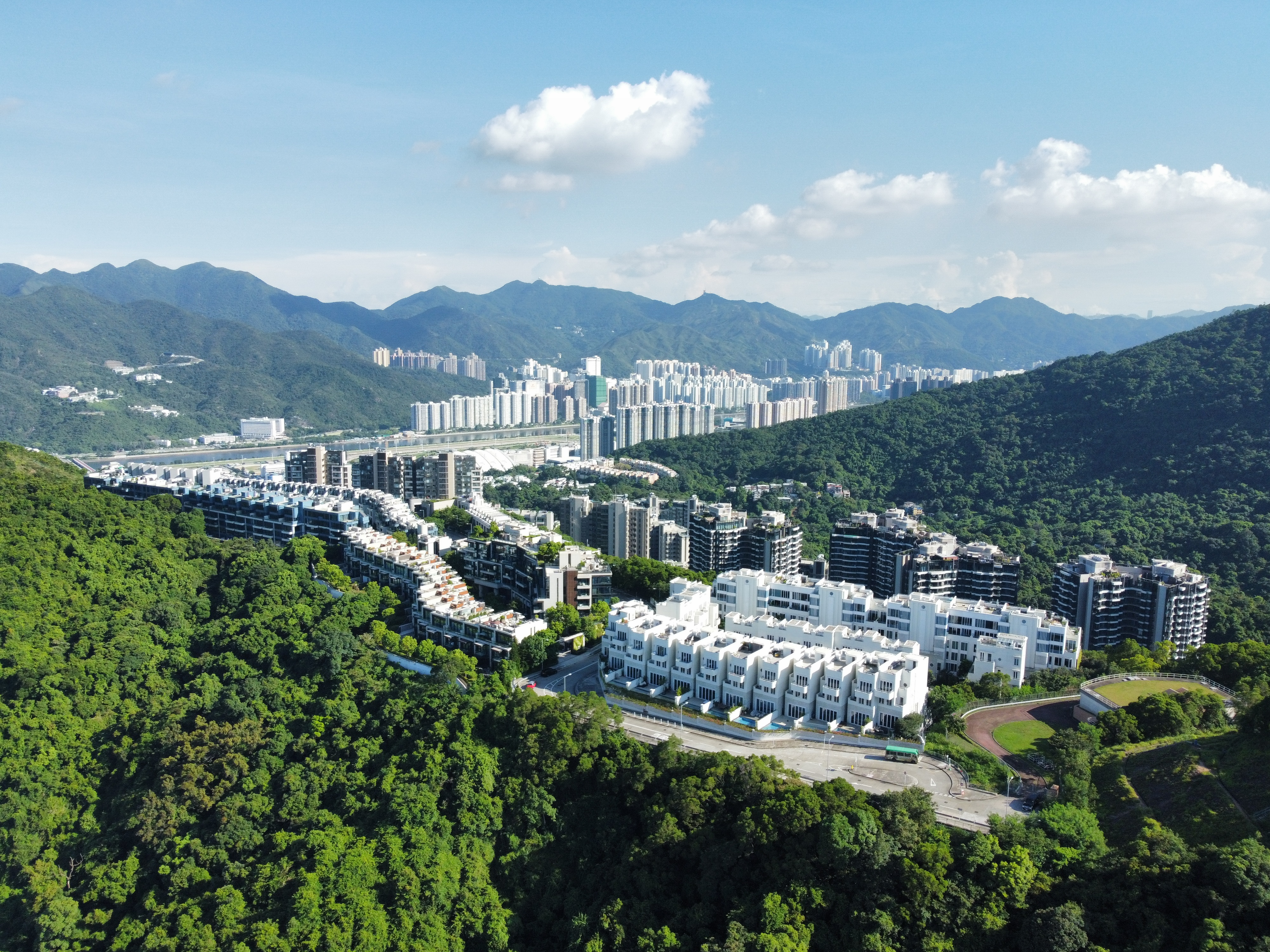
自2011年起，政府於新九肚的麗坪路（沙田第56A區）推出8幅地皮，並已建成低密度豪宅區

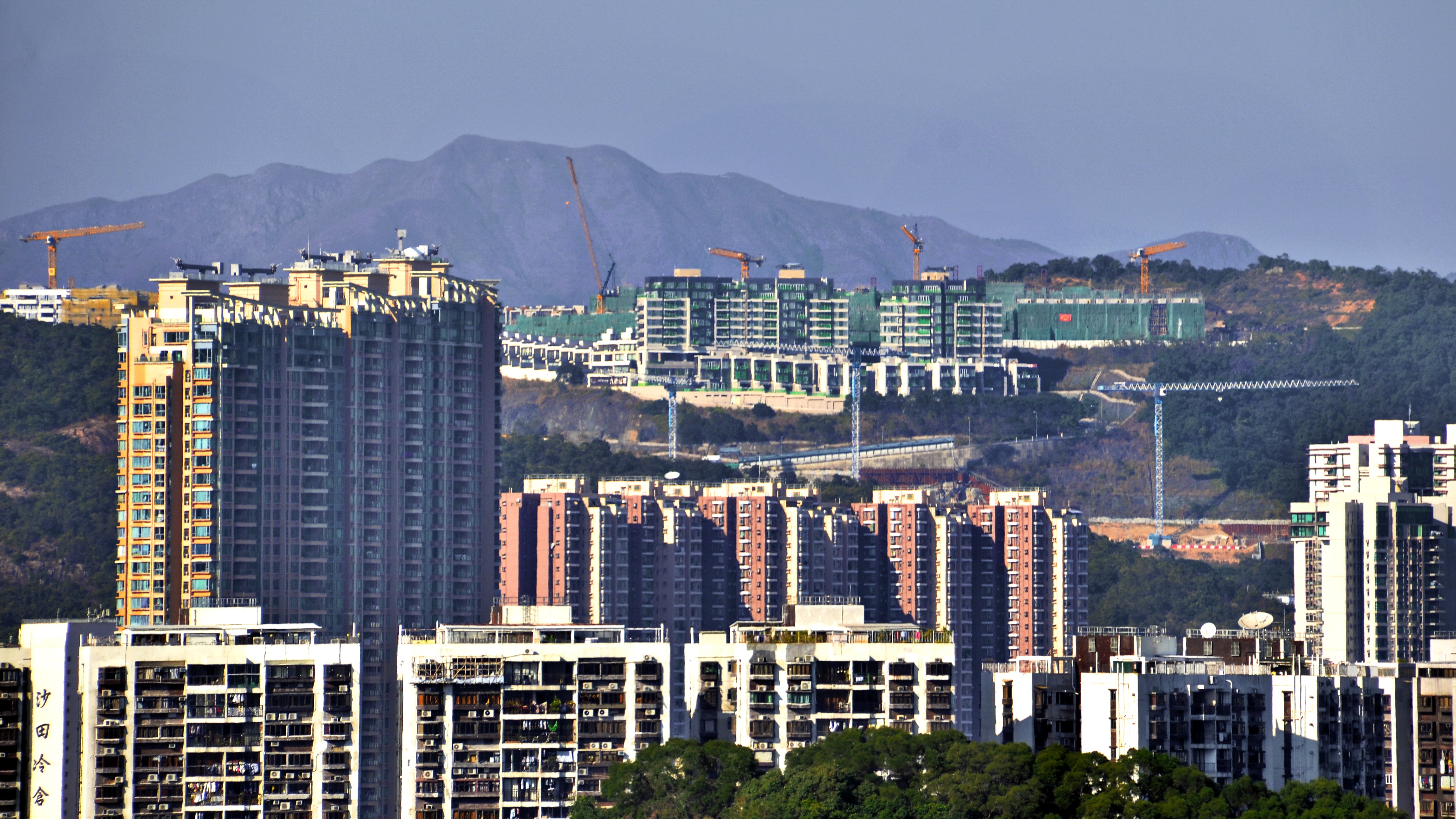
從水泉澳邨向東北方眺望，從前方的富豪花園、御龍山、銀禧花園到遠方的新九肚一帶。

狗肚山（英語：Kau To Shan，又名），部分土地雅稱九肚山，古稱龍窩，是香港一座山峰，位於新界沙田區火炭之西北，海拔399米。
狗肚山東部山腰位置雅稱「九肚山」，在清朝期間已有原居民居住。鄉村旁邊的土地在1970年代成為英皇御准香港賽馬會（現稱香港賽馬會）興建沙田馬場而設立的挖泥區。挖泥區現變成兩個主要地區：1980年代發展的傳統九肚山地區及2000年代發展的新九肚山地區。此地點為新界東部傳統的豪宅區，以低密度的洋房及私人住宅為主。
狗肚山是新界的士的經營範圍界線，新界的士不能駛經九肚山路往九肚山，以及不能駛經駿景路往火炭。

## 屋苑

### 九肚山

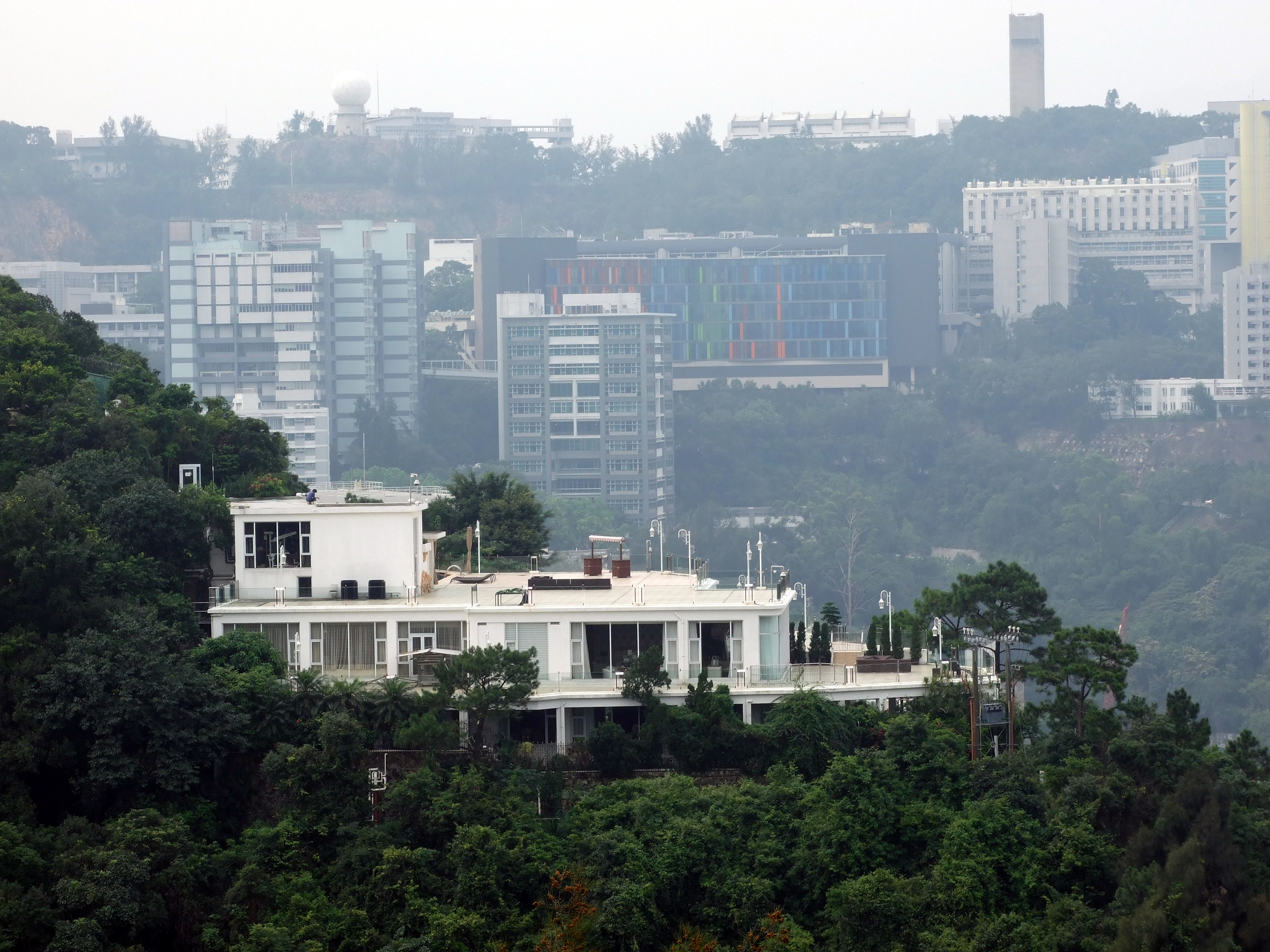
紅橋小築

九肚山地區前身為賽馬會為填築沙田馬場而設立的挖泥區，隨著馬場在1978年啟用而關閉，交予政府，規劃作低密度住宅，並於1979年起陸續推出拍賣；其時，九肚山地區亦有「沙田渣甸山」之稱。
傳統九肚山地區大部分屋苑都是依附區內兩條主要幹道，一條是由北向南的九肚山路，而另一條則是由東向西的馬鈴徑和馬樂徑：
- 駿發山莊
- 寶松苑
- 寶柏苑 一期、二期
- 松柏苑
- 晧朗山莊
- 寶翠小築
- 南莊苑
- 紅橋小築：「玩具大王」蔡志明住所，靠近中文大學崇基學院。[6]
- 沙田小築

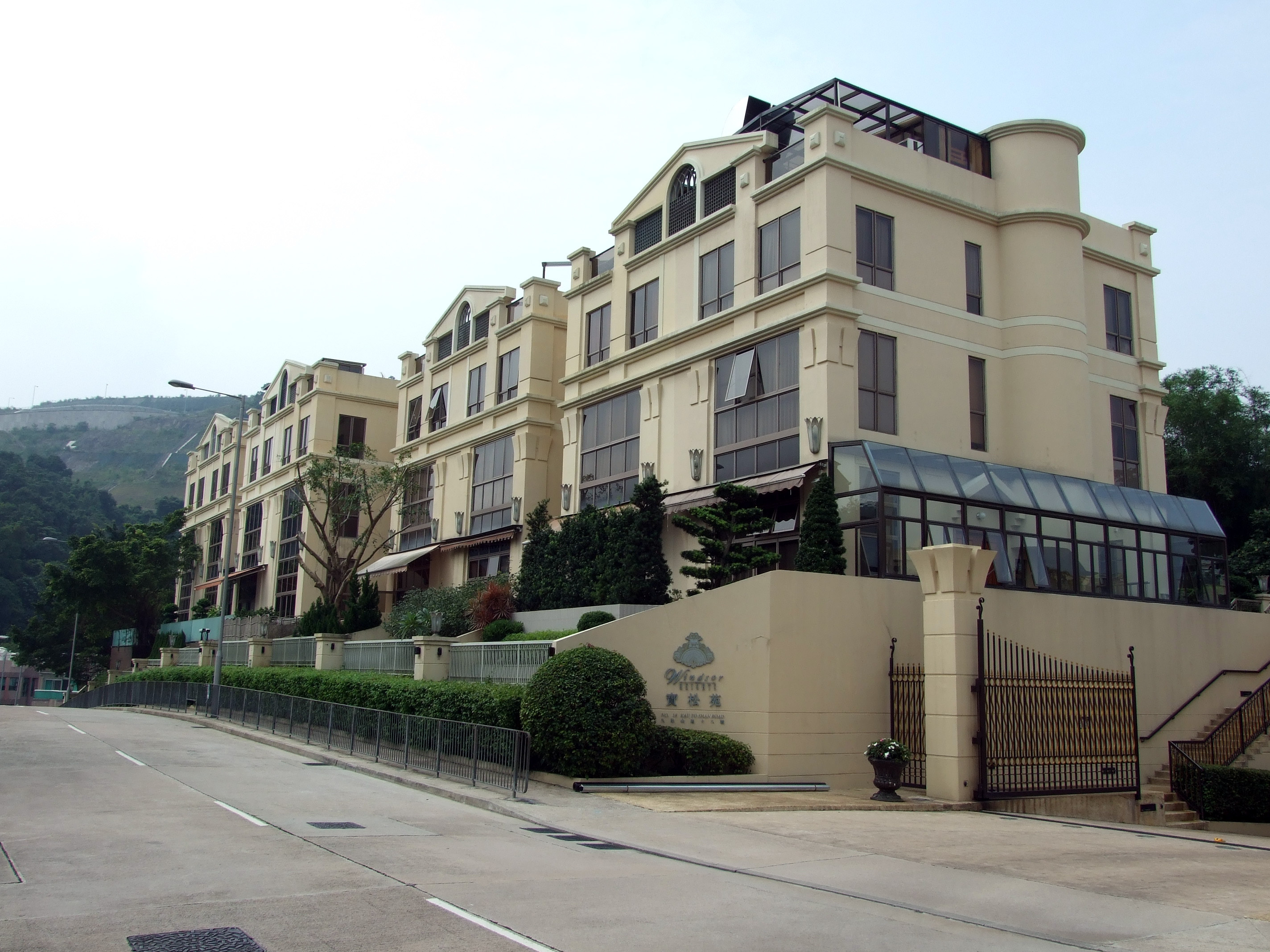
寶松苑
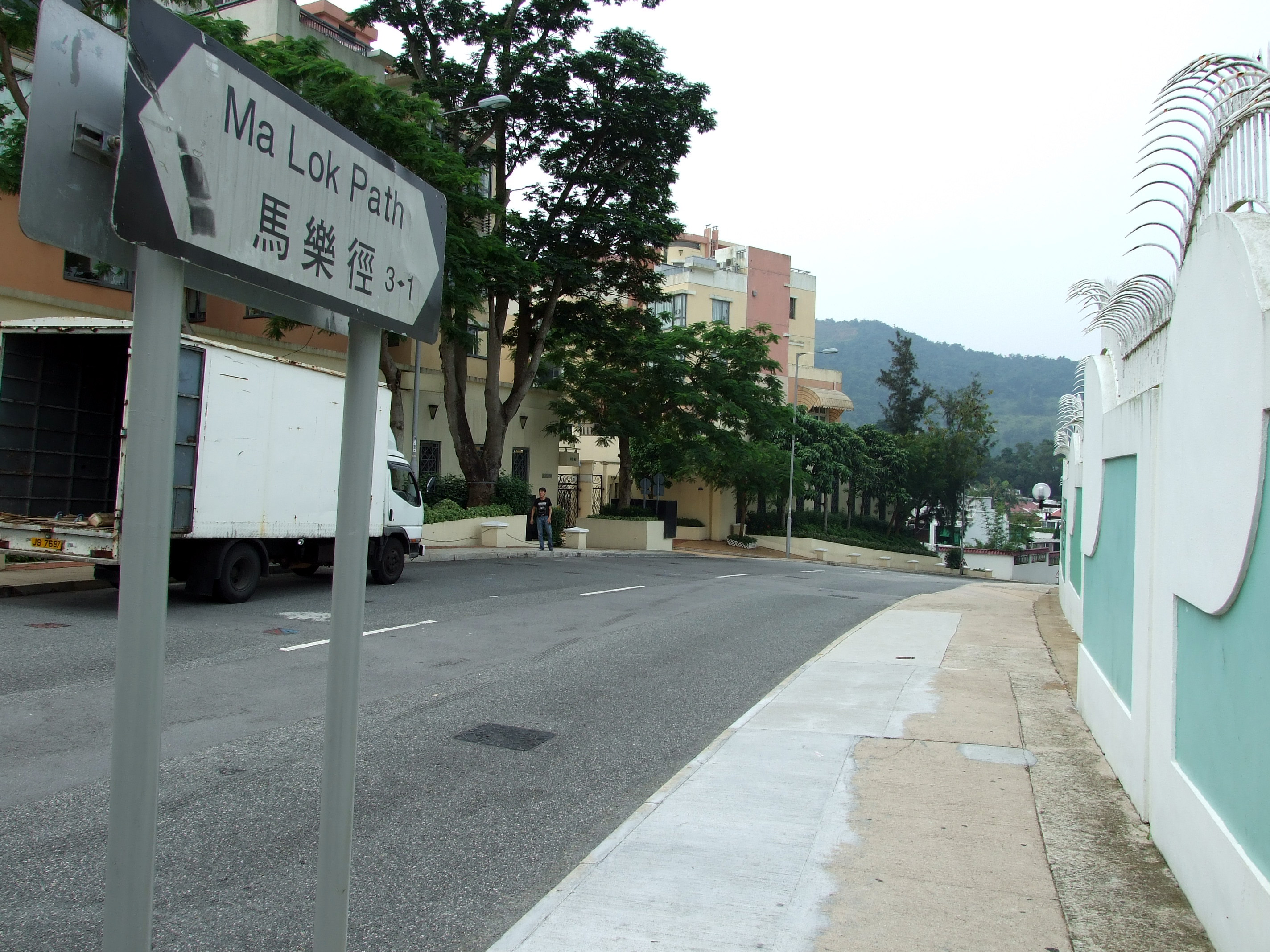
馬樂徑，左為晧朗山莊
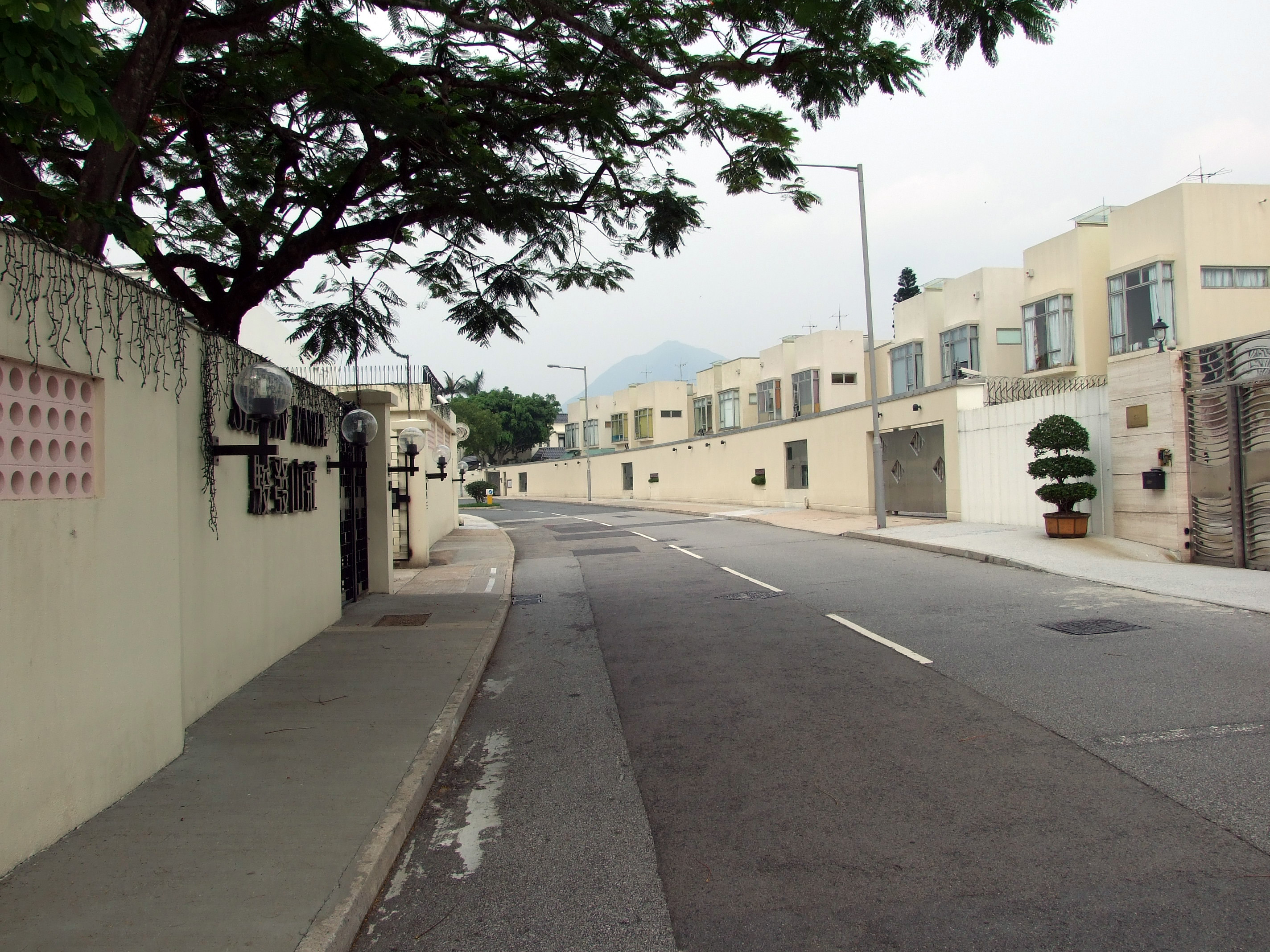
馬鈴徑，左為駿發山莊

### 新九肚
新九肚與傳統的九肚山區域一樣，前身都是挖泥區，亦在1978年停止開採，至翌年完成平整工程；但新九肚發展則較遲。而在1982年初至2003年間，新九肚的玖瓏山及富豪·山峯用地，曾長期用作臨時儲物用地，而較高位置的用地則一直丟空。
1998年，政府開始擬議發展同樣是前挖泥區的沙田52區（今水泉澳邨）及沙田56A區（新九肚），並在新九肚進行前期斜坡修繕工程，翌年完工。但由於亞洲金融風暴，樓市大跌，此兩項工程要到2002年才交上立法會通過，2003年才動工。兩項工程歷時六年，於2009年完工，而新九肚新建道路則命名為麗坪路，同時通車。而自2011年起，政府於新九肚推出共9幅地皮，規劃作低密度豪宅區；而新九肚第一個發展項目玖瓏山，已於2015年完工。而直到2017年尾，新九肚山頂將同時有4個新盤同時獲批入伙及開售。
- 玖瓏山
- 九肚山峰（資本策略發展，已開售及入伙）
- 尚珩（南豐發展/香港興業合作發展，已開售）
- 雲端（新鴻基地產發展）
- 澐灃（永泰地產和萬泰集團；項目地界線與中文大學校長官邸部分地界相依）
- 澐瀚（永泰地產為首財團發展）
- 富豪·山峯（百利保控股/富豪酒店合作發展）
- 駿嶺薈（亞洲聯合基建控股/建滔化工項目）
- 名日·九肚山（長實地產）

## 鄉村

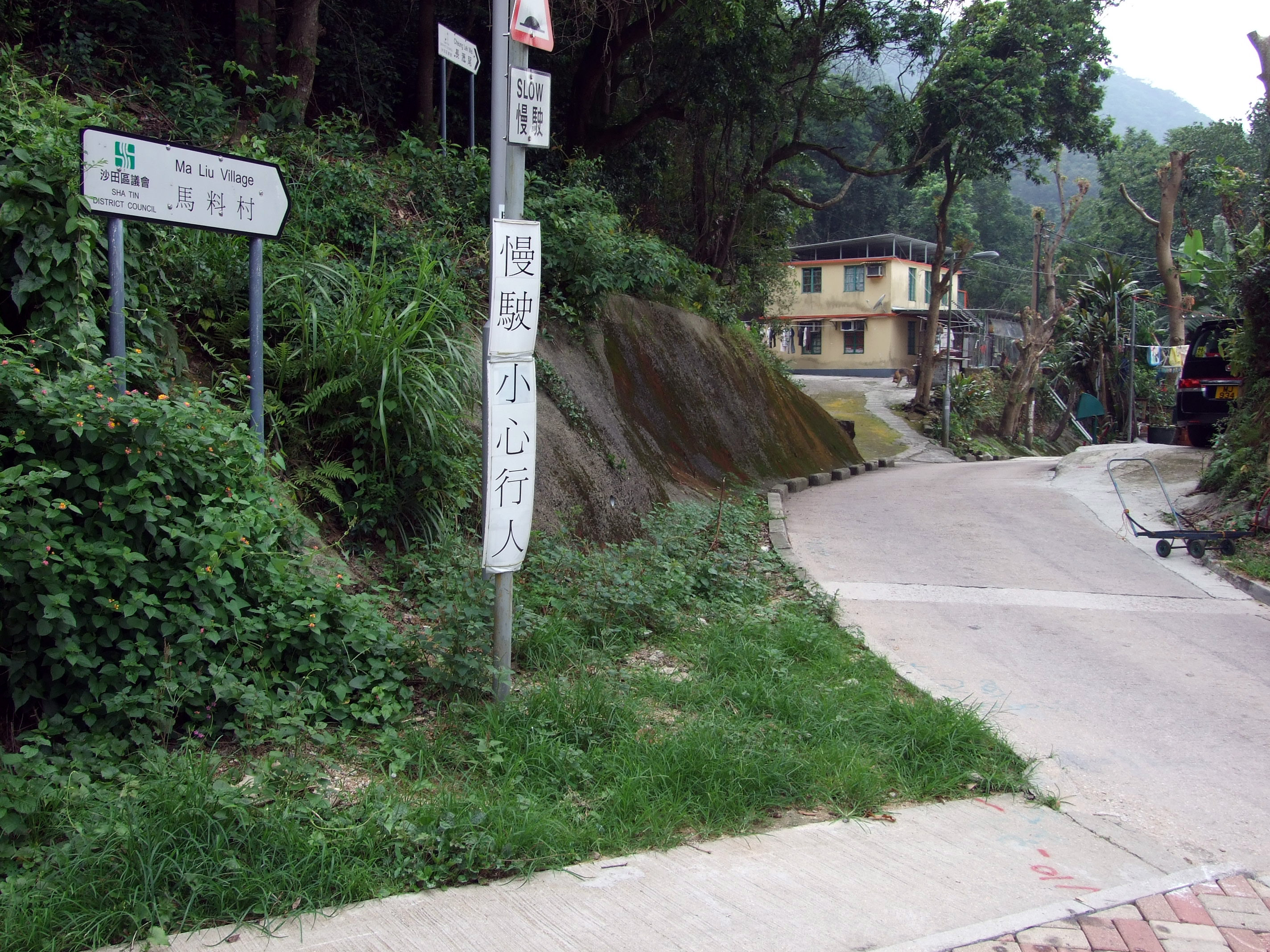
馬料村

- 九肚村：羅姓原居民鄉村，羅氏太公羅日興於清朝乾隆年間由廣東省興寧縣南遷，先居於樟樹灘，後向山上發展，乃搬至現址定居，原名「龍窩」，改名「狗肚」，後以「狗」不雅，再改用「九」代之。康有為次女康同璧的丈夫羅昌是九肚人士，曾任北京大学、國立北平師范大學教授。
- 馬料村：正名為「馬嫽」(Ma Liu)，客家話Liu有休息，作樂的意思，即「馬在休憩」，因為村後有山，而山峰則為平地，每當朝廷官員路經此地，必下馬稍作休息，於是村民稱該處為「馬嫽處」，其後被誤傳為「馬尿」(Ma Niu)。劉及邱兩姓人家聚居，劉氏由落路下分支至此，而邱氏則源自赤坭坪。
- 長瀝尾村：溫姓客家鄉村，與馬鞍山「溫家村」溫氏同源，同是來自廣東省梅縣。十多年前，因舊屋多已塌下，村民大多搬到山下甚至區外居住，成為人跡罕見的破舊廢村。

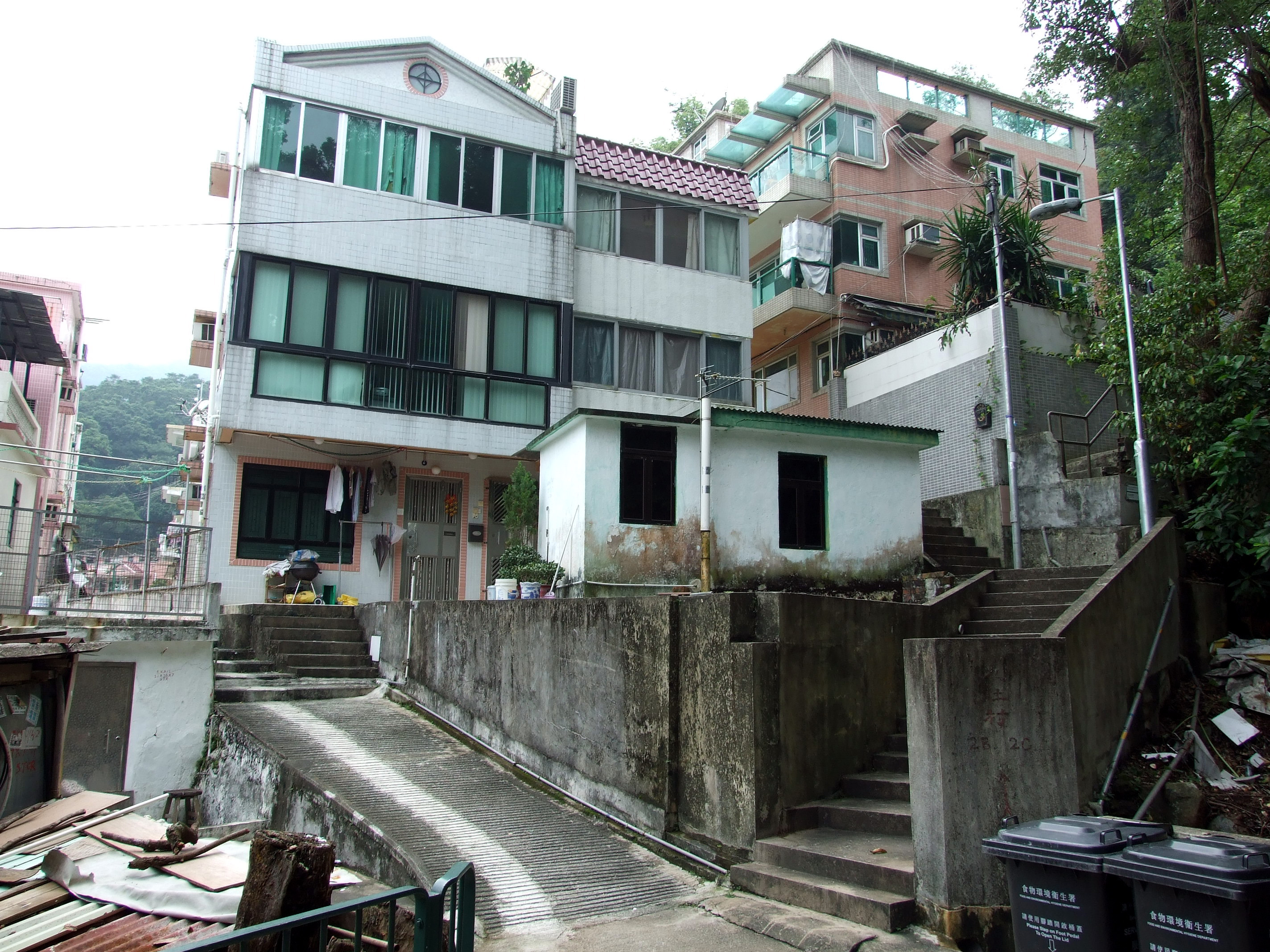
九肚村
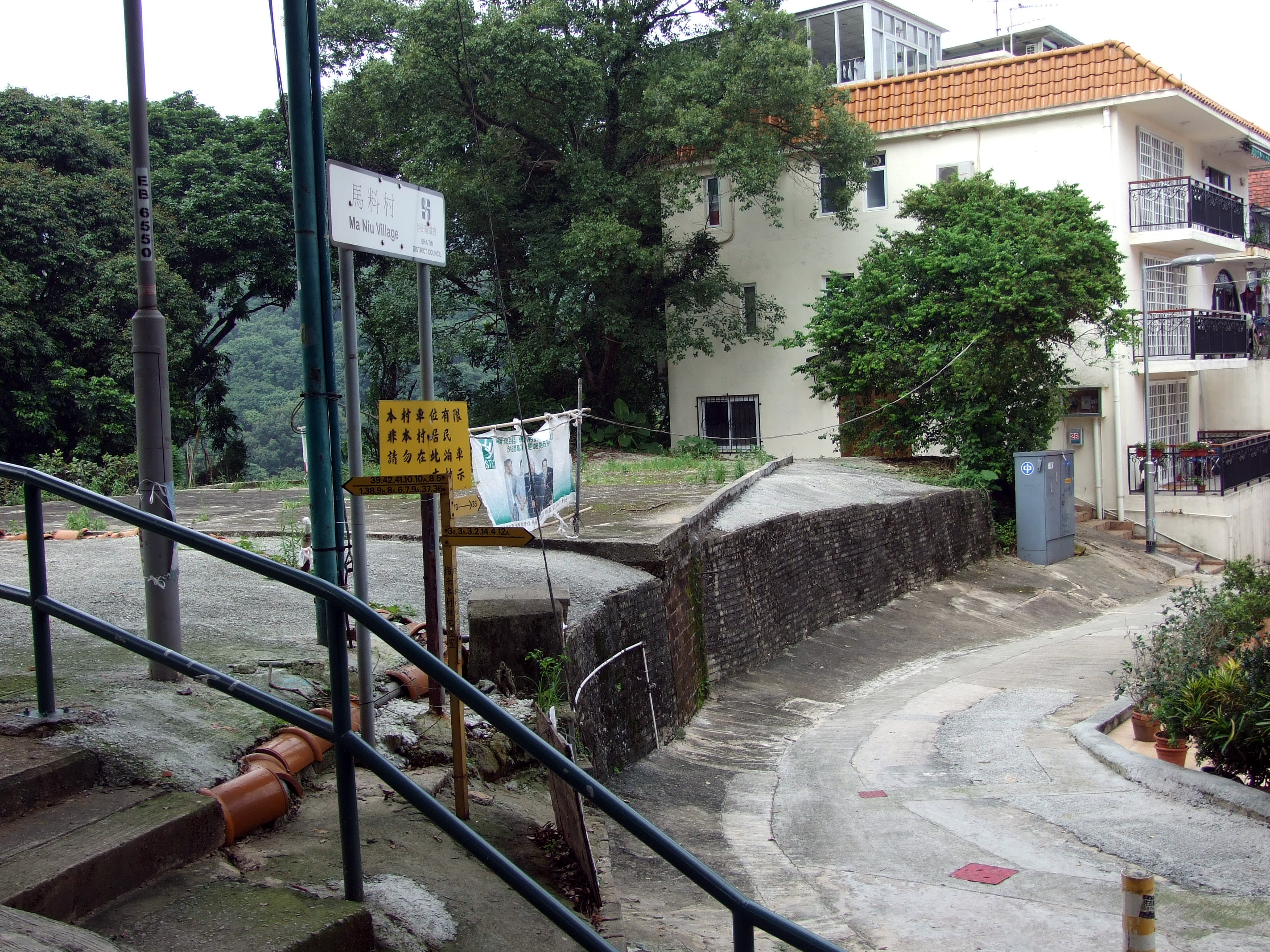
馬料村

## 學院和學校
- 培基小學

## 氣候
| 九肚山 (399m)     | 九肚山 (399m) | 九肚山 (399m) | 九肚山 (399m) | 九肚山 (399m) | 九肚山 (399m) | 九肚山 (399m) | 九肚山 (399m) | 九肚山 (399m) | 九肚山 (399m) | 九肚山 (399m) | 九肚山 (399m) | 九肚山 (399m) | 九肚山 (399m) |
| 月份              | 1月           | 2月           | 3月           | 4月           | 5月           | 6月           | 7月           | 8月           | 9月           | 10月          | 11月          | 12月          | 全年          |
| ----------------- | ------------- | ------------- | ------------- | ------------- | ------------- | ------------- | ------------- | ------------- | ------------- | ------------- | ------------- | ------------- | ------------- |
| 平均高温 °C（°F） | 16.7 (62.1)   | 17.3 (63.1)   | 19.7 (67.5)   | 22.9 (73.2)   | 25.9 (78.6)   | 27.5 (81.5)   | 28.6 (83.5)   | 28.5 (83.3)   | 27.6 (81.7)   | 25.2 (77.4)   | 21.8 (71.2)   | 18.1 (64.6)   | 23.3 (74.0)   |
| 日均气温 °C（°F） | 14.0 (57.2)   | 14.8 (58.6)   | 17.1 (62.8)   | 20.5 (68.9)   | 23.6 (74.5)   | 25.4 (77.7)   | 26.2 (79.2)   | 26.1 (79.0)   | 25.1 (77.2)   | 22.7 (72.9)   | 19.2 (66.6)   | 15.4 (59.7)   | 20.8 (69.5)   |
| 平均低温 °C（°F） | 11.9 (53.4)   | 12.7 (54.9)   | 15.1 (59.2)   | 18.7 (65.7)   | 21.8 (71.2)   | 23.8 (74.8)   | 24.3 (75.7)   | 24.1 (75.4)   | 23.2 (73.8)   | 20.8 (69.4)   | 17.1 (62.8)   | 13.1 (55.6)   | 18.9 (66.0)   |
| [ 來源請求 ]      |               |               |               |               |               |               |               |               |               |               |               |               |               |

## 外部連結
- 沙田·香港：九約源流